# ラム・ダオ

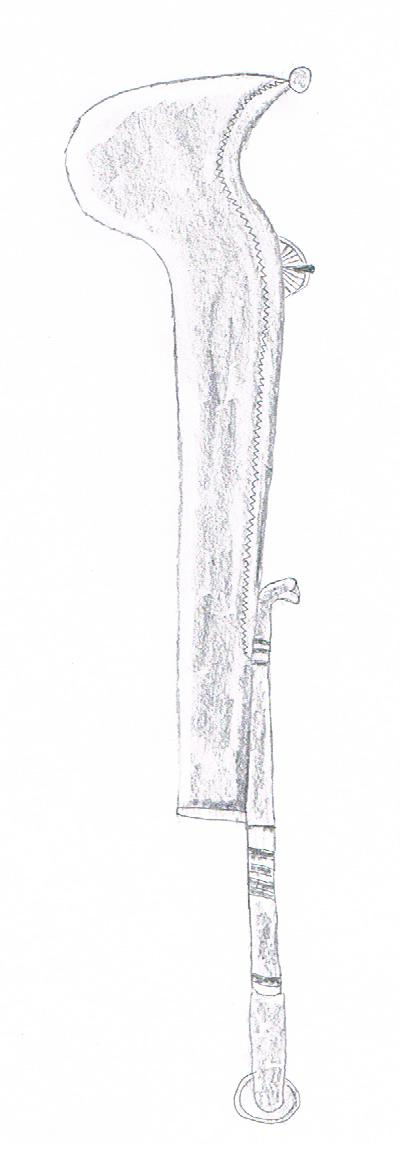
ラム・ダオの図

ラム・ダオ（Ram Dao）は、ネパール、ベンガルを含む、インド半島北部で生贄の儀式用に用いられた武器。刀、あるいは斧とされる。
内側へ湾曲した重く幅広の刀身を有しているが、これは生贄を一撃で仕留めるためである。